# 개그만화 보기 좋은 날
《개그만화 보기 좋은 날》(일본어: ギャグマンガ日和 갸구만가 비요리[*])은 마스다 코스케의 만화 및 그 애니메이션화 작품이다. 만화 잡지 「월간 소년 점프」(슈에이샤)에서 2000년 1월호부터 휴간호가 되는 2007년 7월호까지 연재되고 그 다음은 후계잡지 「점프 스퀘어」에서 2007년 12월 창간호부터 2015년 12월호까지 연재했다. 마쓰오 바쇼, 쇼토쿠 태자, 오노노 이모코, 히미코, 수 양제, 유비 등 역사상 실존 인물들이 다수 등장한다.